# 島嶼公園徑

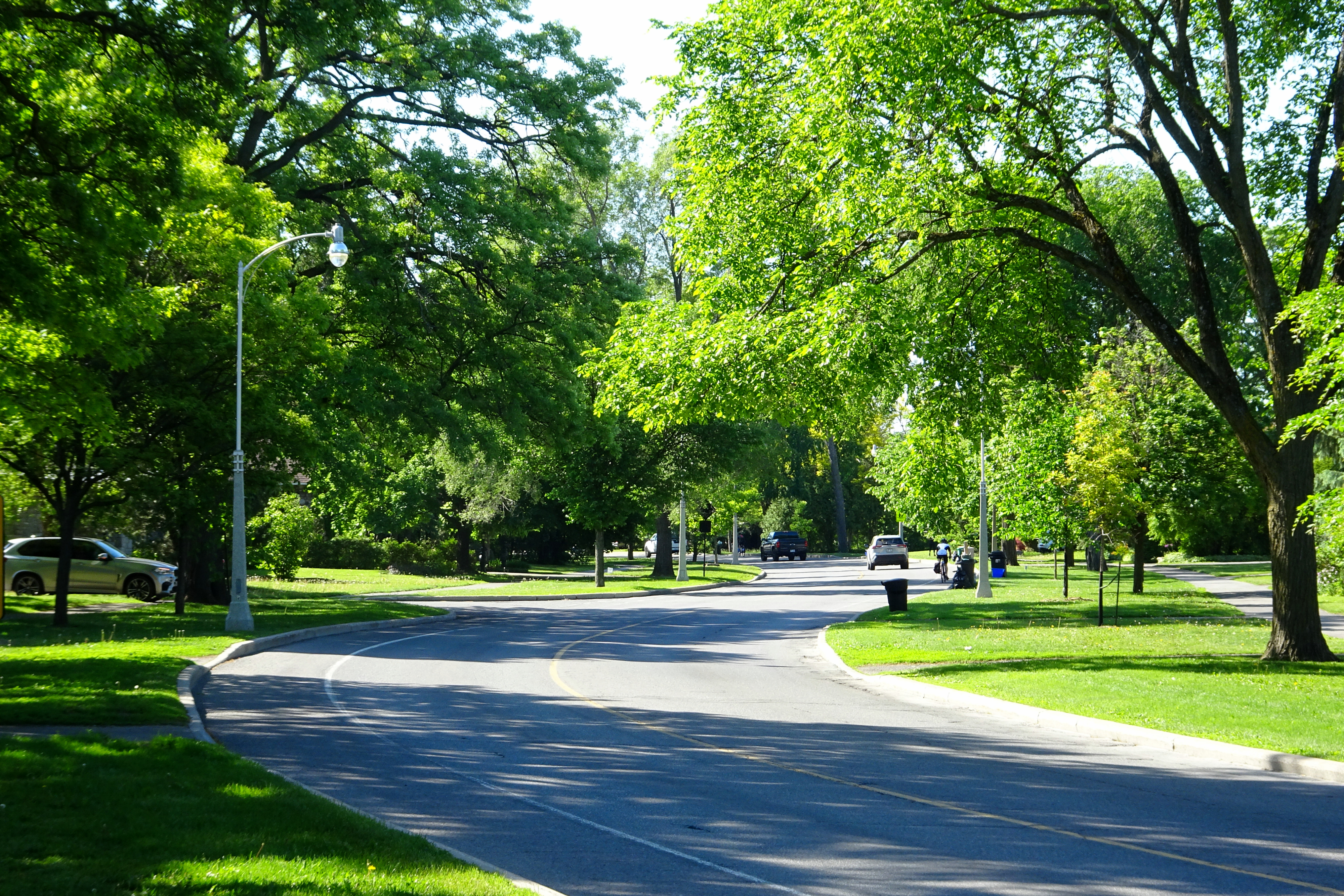
島嶼公園徑一景

島嶼公園徑是加拿大安大略省渥太華的一條南北向林蔭公路，全長約4（2.5英里），由國家首都委員會管理。
街道兩旁有許多豪華住宅及數個大使館。北端連接渥太華河徑（麥當勞徑）及善普連大橋，跨越渥太華河進入魁北克省加蒂諾。島嶼公園徑以貝特島（Bate Island）命名，貝特島是善普連大橋橫跨的最大島嶼，島上有一個通路的小公園。南端連接中央實驗農場，成為國家首都委員會行車通道。
島嶼公園徑有一個來自女皇道西行向的北行斜路，沒有其他引道。 咸頓公園位於女皇道以北，毗鄰島嶼公園徑 。島嶼公園居民常在公園遛狗。

島嶼公園徑是一條雙車道主幹路，由於其為住宅區道路，車速限制為40每小時（25英里每小時），商用車輛禁止駛入。

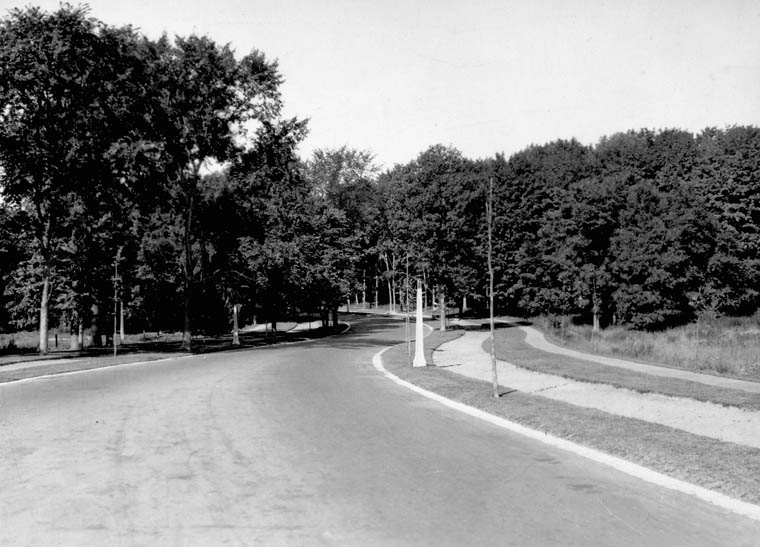
島嶼公園徑在1920年代名為西邊徑（Western Drive）。
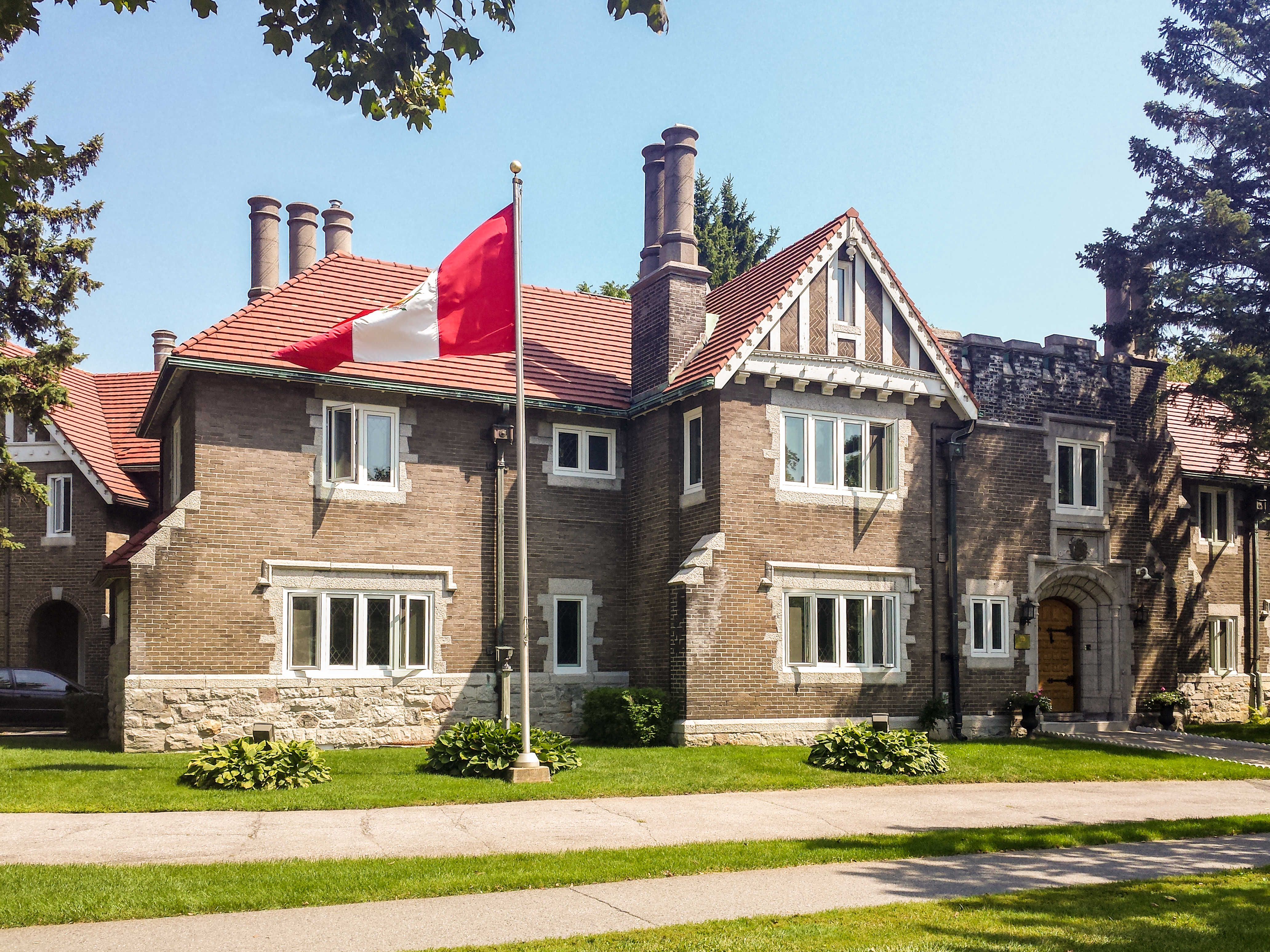
秘魯駐加拿大大使官邸